# Seka Aleksić
|  | Per a altres significats, vegeu «Seka». |

Svetlana Piljikić (nascuda Aleksić; en serbi Светлана Пиљикић, nascuda Алексић; Zvornik, 23 d'abril de 1981), més coneguda com Seka Aleksić (Сека Алексић, sɛ̌ːka ǎlɛksitɕ), és una cantant serbobosniana de turbo folk. Aleksić és, juntament amb Lepa Brena i Ceca, una de les cantants més populars i reeixides de Sèrbia des de 2007. Entre els seus senzills més importants estan "Crno i Zlatno", "Da Sam Muško" i "Aspirin". Al llarg de la seva trajectòria professional ha llançat cinc àlbums d'estudi.

## Biografia
Seka Aleksić va néixer com Zuhra Ramizaj a Zvornik, Iugoslàvia —en l'actualitat Bòsnia i Hercegovina— de pare serbobosnià, Milorad, i mare bosniana musulmana, Ibrima, que també viu amb Seka a Sèrbia. Ella té un germà menor, Nedžad. El seu pare treballava com a maquinista i la seva mare estava ocupada en el club de futbol Drina. Els seus pares es van divorciar posteriorment i ella va continuar vivint amb la seva mare. Quan va esclatar la guerra de Bòsnia, Seka i la seva família es van traslladar a Banja Koviljača i, més tard, a Šabac, totes dues ciutats de Sèrbia.

## Carrera professional
Aleksić va començar a cantar cançons de Seca en alguns cafès abans de ser coneguda. Es va mudar a Suïssa dos anys per a impulsar la seva carrera en clubs i discoteques. Després de guanyar al festival de música folk Moravski biseri a Ćuprija, va signar amb Grand Production amb el qual va llançar el seu àlbum debut Idealno tvoja el 2002. Els anys següents, va guanyar més popularitat amb els seus propers àlbums, Balkan (2003) i Dođi i uzmi me (2005), i èxits com "Crno i zlatno", que també es va convertir en la seva cançó d'autor. El seu quart àlbum, titulat Kraljica, es va vendre en 300.000 còpies, fent d'Aleksić l'artista sèrbi més venut aquell any. Després de llançar el seu cinquè àlbum Slučajni partneri, va actuar al Belgrad Arena l'octubre de 2010. Seka va fer un altre concert a l'Arena. l'abril de 2018, que va succeir als àlbums Lek za spavanje (2015) i Koma (2017) publicats a través de City Records.
Al costat de la seva carrera musical, Aleksić va protagonitzar la pel·lícula de comèdia del 2006 de Srđan Dragojević, anomenada A3: Rokenrol uzvraća udarac. A més, va aparèixer a la popular sitcom Ljubav, navika, panika el mateix any i va donar la veu al personatge Vexy en l'adaptació sèrbia de The Smurfs 2 (2013). El 2010, Aleksić va aparèixer al reality televisiu Moja desna ruka emès a Prva, en què va buscar el seu proper assistent personal.
Es va casar amb Veljko Piljkić el setembre de 2010, amb qui té dos fills. La família resideix a Stara Pazova, Sèrbia.

## Discografia
Àlbums d'estudi
- Idealno tvoja (2002)
- Balkan (2003)
- Dođi i uzmi me (2005)
- Kraljica (2007)
- Slučajni partneri (2009)
- Lom (2012)
- Lek za spavanje (2015)
- Koma (2017)

## Filmografia
Cinema
- A3: Rokenrol uzvraća udarac (2006)
- The Smurfs 2 (2013); adaptació sèrbia

Televisió
- Ljubav, navika, panika (2006)
- Moja desna ruka (2010)